# Le Roman d'un jongleur
Pour plus de détails, voir Fiche technique et Distribution.
Le Roman d'un jongleur (Griff nach den Sternen) est un film allemand réalisé par Carl-Heinz Schroth (de) sorti en 1955.

## Synopsis
Le jeune Turell est un jongleur talentueux qui s'est donné pour tâche de faire quelque chose d'extrêmement inhabituel : il veut lancer ses balles en l'air pour qu'elles y restent quelques secondes pour représenter la constellation de la Grande Ourse pendant ce temps. Bien qu'il soit profondément désespéré de ne pas avoir réussi cet exploit de jonglage malgré un entraînement intensif, il s'accroche toujours à cet objectif ridicule. Turell pense que la raison de son échec est qu'il a commencé à s'entraîner trop tard. Il veut donc absolument devenir père d'un fils, qu'il compte former dès son plus jeune âge vers cet objectif ambitieux. Cet héritier devrait réaliser le rêve de Turell. Après quelques liaisons, l'artiste fanatique rencontre la jeune et jolie Christine. Les deux deviennent amis et finissent par se marier. Il ne faut pas longtemps à Christine pour donner un fils à son nouveau mari. Il s'appellera Christian.
Quelques années ont passé et Turell, qui n'avait jamais perdu de vue son objectif ambitieux, commence maintenant à s'entraîner intensivement avec son assistant. Mais Turell senior doit bientôt se rendre compte que Christian n'a ni l'ambition, ni le talent, ni la volonté et l'envie fanatique de jongler avec son père. Désabusé, Turell abandonne maintenant son objectif et recourt à des astuces bon marché et fantaisistes lors de ses performances. Poussé par des idées toujours plus grandes et toujours plus délirantes de contrôle parfait de la balle dans un espace sans gravité, atteignant les étoiles, une catastrophe se produit finalement. Un jour, Turell se blesse si gravement qu'il souffre d'une septicémie dont il ne se remet jamais. Dans une folie fébrile, Turell imagine l'illusion d'un numéro de jonglage parfait, dans lequel il a enfin déchiffré le secret des balles en apesanteur. Au moment de ce prétendu triomphe, l'artiste raté meurt.

## Fiche technique
- Titre français : Le Roman d'un jongleur[1]
- Titre original : Griff nach den Sternen
- Réalisation : Carl-Heinz Schroth (de) assisté de Claus von Boro
- Scénario : Helmut Käutner, Maria von der Osten-Sacken (de), Will Tremper (de) (non crédité)
- Musique : Werner Eisbrenner
- Direction artistique : Hans Sohnle (de), Gottfried Will
- Costumes : Charlotte Flemming
- Photographie : Friedl Behn-Grund
- Son : Hans Wunschel (de)
- Montage : Hilwa von Boro
- Production : Harald Braun
- Société de production : N.D.F.-Produktion
- Société de distribution : Allianz Filmverleih
- Pays d'origine :  Allemagne de l'Ouest
- Langue : allemand
- Format : Noir et blanc - 1,37:1 - Mono - 35 mm
- Genre : Drame
- Durée : 102 minutes
- Dates de sortie :
  - Allemagne de l'Ouest : 30 juin 1955
  - France : 16 mai 1958[1]

## Distribution
- Erik Schumann : Turell
- Liselotte Pulver : Christine
- Oliver Grimm : Christian, leur fils
- Gustav Knuth : Carlo
- Ilse Werner : Carola, la pianiste du bar
- Anna Maria Sandri : Kiki
- Nadja Tiller : Daniela
- Margarete Haagen : la baronne
- Paul Henckels : le père de Turell
- Sybil Werden : la comtesse Elena
- Carsta Löck : Mme Vermeeren
- Michael Ande : Peppino

## Production
Le tournage a lieu entre le 7 février 1955 et le 2 avril 1955 dans le studio Bavaria Film à Munich-Geiselgasteig et à Venise (extérieur).